# Thugenides
Thugenides (altgriechisch Θουγενίδης Thugenidēs) war ein antiker Komödiendichter, der im 5. Jahrhundert v. Chr. wirkte. Die Komödie Die Richter (altgriechisch Δικασταί Dikastai) ist das einzige seiner Werke, dessen Titel überliefert ist. Aus diesem Stück haben sich zwei kurze Fragmente erhalten. Daneben sind fünf weitere kurze Fragmente aus unbekannten Stücken durch Zitate bei Lexikografen überliefert. Es ist unsicher, ob er an den Dionysien siegte.